# Moleculaire genetica
Moleculaire genetica is de wetenschap die zich bezighoudt met het bestuderen van structuur en functie van genen op een moleculair niveau. Moleculaire genetici spitsten zich voornamelijk toe op de werking van DNA en RNA in allerlei omstandigheden: op de replicatie, expressie, en regulatie van deze moleculen en de effecten daarvan op het organisme. Moleculaire genetici maken gebruik van methoden uit de genetica en moleculaire biologie.
Een belangrijk onderdeel van de moleculaire genetica is het gebruik van moleculaire informatie om overervingspatronen na te gaan. Als gevolg hiervan kunnen, onder de noemer van moleculaire systematiek, nauwkeurigere fylogenetische stambomen worden opgesteld.
Naast het bepalen van overervingspatronen kan moleculaire genetica ook helpen bij het beter begrijpen van genetische mutaties die de oorzaak kunnen zijn van bepaalde typen ziekten. Met behulp van methoden uit de genetica en moleculaire biologie kan nagegaan worden wat de redenen zijn voor de overerving van bepaalde eigenschappen.

## Technieken in de moleculaire genetica
Er zijn drie algemene technieken die gehanteerd worden in de moleculaire genetica: amplificatie (vermeerdering), scheiding en screening (opsporing). De polymerasekettingreactie wordt specifiek gebruikt voor amplificatie, wat een "onontbeerlijke methode is naast een grote keuze aan toepassingen". Bij de techniek van scheiding en opsporing wordt DNA en mRNA afgezonderd van hun cellen. Genexpressie in cellen of organismen wordt gedaan op een plek of tijdstip dat niet normaal is voor dat specifieke gen.

### Amplificatie
Naast de polymerasekettingreactie zijn er andere methoden voor amplificatie. Het klonen van DNA bij bacteriën is ook een manier om DNA te amplificeren in genen.

#### Polymerasekettingreactie
De belangrijkste bouwstenen die gebruikt worden bij de polymerasekettingreactie zijn DNA nucleotiden, matrijs-DNA, primers en Taq polymerase. DNA nucleotiden zijn de basiselementen voor nieuw DNA, het matrijs-DNA is de specifieke sequentie die geamplificeerd wordt, primers zijn de complementaire nucleotiden die aan beide zijden van het matrijs-DNA kunnen binden, en Taq polymerase is een hittebestendig enzym dat de productie van nieuw DNA in werking zet. Deze techniek heeft geen levende bacteriën of cellen nodig, enkel de basesequentie van het DNA voor amplificatie is vereist.

#### Klonen van DNA bij bacteriën
Het woord 'klonen' voor dit type amplificatie houdt in dat er meerdere identieke kopieën van een DNA-sequentie worden gemaakt. De DNA-sequentie die als doelwit dient wordt dan in een kloonvector ingebracht. Aangezien deze vector afkomstig is van een zichzelf vermenigvuldigend virus, plasmide of een cel van een hoger organisme wanneer het DNA met gepaste grootte ingebracht wordt, dan zullen de "doelwit en vector DNA-fragmenten aan elkaar worden verbonden (geligeerd)" en ontwikkelt zo een recombinant DNA-molecule.
De recombinante DNA-moleculen worden dan in een bacteriesoort gebracht (meestal E. coli) dewelke verscheidene identieke kopieën produceert door transformatie. Transformatie is het mechanisme die in werking treedt voor de opname van DNA bij bacteriën. Hoe dan ook is het slechts één recombinant DNA-molecule die gekloond kan worden binnen één enkele bacteriecel zodat elke kloon slechts van één DNA-insertie komt.

### Scheiding en opsporing
Bij scheiding en opsporing wordt DNA en mRNA afgezonderd van cellen en dan simpelweg opgespoord door de afzondering. Celkweken worden ook gemaakt om van een voortdurende voorraad cellen te voorzien die kunnen dienen voor scheiding

#### Celculturen
Een celkweek voor moleculaire genetici is een cultuur die ontwikkeld werd in kunstmatige omstandigheden. Sommige celtypen groeien goed in culturen als die van huidcellen, maar andere cellen zijn niet zo productief in culturen. Er zijn verschillende technieken voor elk type cel, waarvan sommige enkel recent ontdekt werd dat ze de groei van stamcellen en zenuwcellen kunnen bevorderen. Celkweken voor moleculaire genetici worden ingevroren zodat alle kopieën van het genspecimen bewaard worden en enkel ontdooid worden als het nodig is. Dit laat een voldoende voorraad van cellen toe.

#### Scheiding van DNA
De scheiding van DNA neemt DNA in zijn geheel uit een cel. Eerst wordt het DNA afgezonderd van cellulaire componenten zoals eiwitten, RNA en lipiden. Dit komt tot stand door het plaatsen van de gekozen cellen in een proefbuis met een oplossing die op mechanische en chemische wijze de cellen openbreekt. Deze oplossing bevat enzymen, chemicaliën en zouten die de cellen afbreken met uitzondering van het DNA. Het bevat enzymen die eiwitten oplossen, chemicaliën die alle RNA vernietigen, en zouten die het DNA uit de oplossing helpen.
Vervolgens wordt het DNA afgezonderd van de oplossing nadat het gescheiden wordt in een centrifuge zodat het DNA zich opstapelt op de bodem van de proefbuis. Na de centrifuge wordt de oplossing afgegoten en wordt het DNA in een tweede oplossing gebracht. Deze zorgt ervoor dat er met het DNA in de toekomst makkelijk te werken valt.
Het gevolg is een geconcentreerd monster DNA dat duizenden kopieën van elk gen bevat. Voor grootschalige projecten, zoals die van de sequenering van het menselijk genoom, wordt het werk uitgevoerd door robotten.

#### Scheiding van mRNA
Tot expressie gebracht DNA dat codeert voor eiwitsynthese is het uiteindelijke doel van wetenschappers en deze wordt verkregen door de scheiding van mRNA (boodschapper-RNA).
Laboratoria gebruiken eerst een normale cellulaire modificatie van mRNA die tot 200 adenine-nucleotiden kunnen tellen tot aan het einde van het molecule (poly(A)-staart). Eenmaal toegevoegd wordt de cel afgebroken en worden de celinhouden blootgesteld aan synthetische kralen die omhuld zijn met een keten thymine-nucleotiden. Doordat adenine en thymine samen paren vormen bij DNA, zullen de poly(A)-staart en de synthetische kralen aan elkaar aangetrokken worden. Nadat ze eenmaal aan elkaar gebonden zijn in dit proces, kunnen de celcomponenten weggewassen worden zonder dat het mRNA wordt verwijderd. Wanneer het mRNA afgescheiden is, zal reverse transcriptase gebruikt worden om het om te vormen naar enkelstrengig DNA. Van hieruit kan dubbelstrengig DNA gemaakt worden door gebruik te maken van DNA-polymerase. Complement DNA is veel stabieler dan mRNA en op die manier zal, eenmaal het dubbelstrengig DNA geproduceerd wordt, dit de tot expressie gebrachte DNA-sequentie voorstellen waar wetenschappers naar zochten.

### Forwardgenetica
Een van de voornaamste onderzoeksmethoden die voorhanden zijn is de progressieve en "voorwaartse" genetische screening. De opzet van deze techniek ligt bij de identificatie van mutaties die bepaalde fenotypen voortbrengen. Een mutageen wordt vaak gebruikt om het proces te versnellen. Vanaf het moment dat mutanten afgezonderd zijn, kunnen de gemuteerde genen moleculair geïdentificeerd worden.

### Reversegenetica
Terwijl progressieve genetische screens eerder productief zijn, zal een rechtlijnigere benadering vooral het fenotype bepalen die het gevolg is van de mutatie van een bepaald gen. Dit heet reverse genetica. Bij sommige organismen, zoals gist en knockout muizen, is het mogelijk om de deletie van een bepaald gen in te voeren zodat een gen knockout ontstaat. Andere mogelijkheden zijn bijvoorbeeld de willekeurige invoering van DNA deleties en opeenvolgende selectie voor deleties bij een welbepaald gen, de toepassing van RNA-interferentie en de ontwikkeling van transgene organismen die geen bepaald gen tot expressie brengen.

## Gentherapie
Een mutatie van een gen bij de mens kan leiden tot een ernstige medische aandoening. Een eiwit dat gecodeerd wordt door een gemuteerd gen kan verkeerd werken en cellen die afhankelijk zijn van het eiwit kunnen daardoor slecht functioneren. Dit kan problemen veroorzaken bij specifieke weefsels of organen, of zelf het hele lichaam. Dit kan tot uiting komen bij de ontwikkeling (zoals bij bijvoorbeeld de hazenlip of schisis) of als ongewone respons bij stimuli (zoals notenallergie). Aandoeningen die gerelateerd zijn aan genmutaties worden erfelijke of genetische aandoeningen genoemd. Een mogelijke manier om zo'n fysiologisch probleem te behandelen is gentherapie. Door een juiste kopie van een gen toe te voegen, kan een functionele vorm van een eiwit gemaakt worden, en getroffen cellen, weefsels en organen kunnen dan correct gaan werken. Tegenover eerder medicinale benaderingen kan gentherapie het onderliggende genetische defect herstellen.
Gentherapie is het proces van het behandelen of verzachten van ziekten door de cellen van getroffen individuen genetisch te veranderen. Met als gevolg zal het gen normaal kunnen werken. Op het moment dat een menselijke ziektegen herkend wordt, zullen de methoden uit de moleculaire genetica toegepast worden om de werking van het gen in zowel normale als gemuteerde omstandigheden op te volgen. Dan wordt het gen verplaatst naar ofwel een in-vivo-omgeving ofwel een ex-vivo-omgeving en het lichaam begint met de productie van eiwitten zoals aangegeven volgens de instructies in het nieuwe gen. Gentherapie moet enkele keren herhaald worden opdat het individu continu het effect zal ervaren, hoewel terwijl herhaalde celdeling en celdood ervoor zorgt dat de verhouding van functionele tot gemuteerde genen in lichaam traag in willekeur worden gebracht.
Vandaag wordt nog steeds met gentherapie geëxperimenteerd en in de Verenigde Staten worden producten hiervan nog niet toegelaten door de autoriteiten van de Food and Drug Administration. Gedurende de laatste vijftien jaar waren verscheidene terugvallen die leidden tot het verbod van de verdere ontwikkeling van gentherapie. Terwijl er geen succesvolle pogingen waren, was er toch een groeiend aantal van succesvolle transfers van gentherapie die verder onderzoek een duwtje in de rug gegeven hebben.
Opvallende ziekten die behandeld kunnen worden met gentherapie zijn onder andere infecties, kankers en overgeërfde aandoeningen waaronder aandoeningen van het immuunsysteem.

### Klassieke gentherapie
Klassieke gentherapie is de methode die genen levert via een gemodifieerd virus of vector aan gepaste doelwitcellen met de bedoeling dat het nieuwe, geïntroduceerde gen optimaal tot expressie gebracht wordt. Eenmaal in de patiënt moeten die genen een product produceren dat bij de patiënt ontbreekt, zieke cellen doodt door een toxine te produceren of om het immuunsysteem te activeren om het doden van de zieke cellen te bevorderen.

### Niet-klassieke gentherapie
Niet-klassieke gentherapie belemmert de expressie van genen die verwant zijn aan de pathogenese of ziekteverwekking, of een genetisch defect verbeterd en normale genexpressie herstelt.

### In-vivogentransfer
Tijdens in-vivogentransfer worden genen direct verplaatst naar weefsel van de patiënt en dit is de enige mogelijkheid bij patiënten met weefsels waar individuele cellen niet in vitro kunnen gekweekt worden bij onvoldoende hoeveelheden (vb. hersencellen). Tevens is het zo dat in-vivogentransfer nodig is wanneer gekweekte cellen niet doeltreffend opnieuw ingeplant kunnen worden.

### Beginselen van gentransfer
Klassieke gentherapie vereist meestal de efficiënte overplaatsing van gekloonde genen naar zieke cellen zodat de ingevoerde genen met voldoende grote hoeveelheden tot expressie gebracht kunnen worden om enige verandering bij de patiënt teweeg te kunnen brengen. Er zijn verschillende soorten fysicochemische en biologische methoden die gehanteerd kunnen worden om genen over te kunnen plaatsen naar menselijke cellen. De grootte van de DNA fragmenten die overgeplaatst kunnen worden is beperkt, en vaak is het overgeplaatste gen geen conventioneel gen. Horizontale genoverdracht is de overplaatsing van genetisch materiaal van één cel naar een andere die niet tot zijn nakomelingen behoren. Kunstmatige horizontale gentransfer is een vorm van genetische engineering.

## The Human Genome Project
Het Human genome project is een project van de moleculaire genetica dat begon in het begin van de jaren 1990 en voorspeld werd vijftien jaar te duren. Door technologische vooruitgangen werd dit proces versneld waardoor het eindigde in 2003, en dus slechts dertien jaar duurde. Het plan werd opgestart door het Amerikaanse Department of Energy and the National Institutes of Health met de bedoeling de zes opgezette doelen te bereiken. Deze doelen zijn:
1. de identificatie van 20 000 tot 25 000 genen bij menselijk DNA (hoewel initieel geschat op ongeveer 100 000 genen),
2. het bepalen van de sequenties van de chemische baseparen bij menselijk DNA,
3. de opslag van alle gevonden informatie in databanken,
4. het verbeteren van de methoden die gebruikt worden voor data-analyse,
5. de verplaatsing van technologie naar de private sector,
6. tegemoetkomen aan de ethische , wettelijke en sociale problematiek (ELSI) die mogelijk kunnen opkomen bij de projecten a.[4]

Achttien verschillende landen werkten mee aan het project waaronder de Verenigde Staten, Japan, Frankrijk, Duitsland en het Verenigd Koninkrijk. De samenwerking leidde tot de ontdekking van de vele voordelen van moleculaire genetica. Ontdekkingen als moleculaire geneeskunde, nieuwe energiebronnen en milieu-toepassingen, DNA in forensische wetenschappen, fokken en veeteelt, zijn slechts enkele van de vele voordelen van moleculaire genetica.